# NGC 584
NGC 584 is een elliptisch sterrenstelsel in het sterrenbeeld Walvis. Het hemelobject werd op 10 september 1785 ontdekt door de Duits-Britse astronoom William Herschel.

## Synoniemen
- IC 1712
- GC 342
- H 1.100
- h 128
- MCG -01-04-060
- PGC 5663